# Filippo V di Spagna
Filippo V di Spagna (Versailles, 19 dicembre 1683 – Madrid, 9 luglio 1746) è stato il primo re di Spagna della dinastia dei Borbone, nonché Re di Napoli, di Sicilia e di Sardegna.
Era nipote del re Luigi XIV di Francia e salì al trono di Spagna nel 1700 perché sua nonna, la regina Maria Teresa, moglie del Re Sole nonché cugina prima, era figlia di primo letto di Filippo IV di Spagna e sorellastra dell'ultimo re spagnolo della dinastia degli Asburgo, Carlo II d'Asburgo. Filippo V era pronipote e cugino di quest'ultimo, in quanto il nonno Luigi XIV e Carlo II erano cugini di primo grado, nipoti di Filippo III di Spagna. La corona gli fu contesa dall'imperatore Carlo VI d'Asburgo (Carlo III) con la guerra di successione spagnola che si concluse con il trattato di Utrecht (1713). In seguito abdicò in favore del figlio Luigi I ma alla morte di questi ritornò sul trono.

## Biografia

### Infanzia

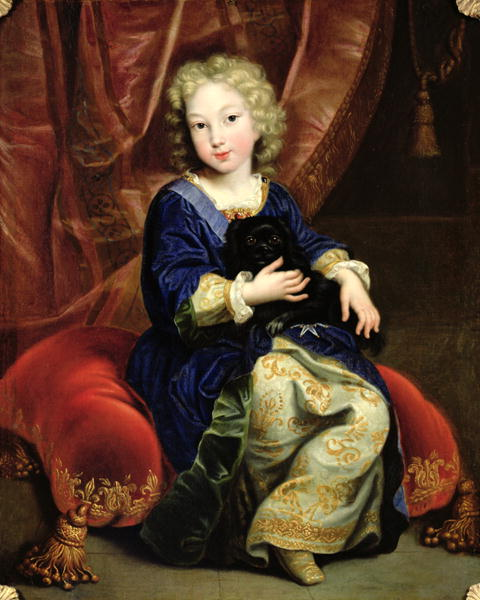
Filippo, duca d'Angiò, ritratto da Pierre Mignard nel 1686

Era il secondo figlio di Luigi, il Gran Delfino e di Anna Maria di Baviera.
Nacque il 19 dicembre 1683 e fu investito del titolo di Duca d'Angiò.

### Re di Spagna

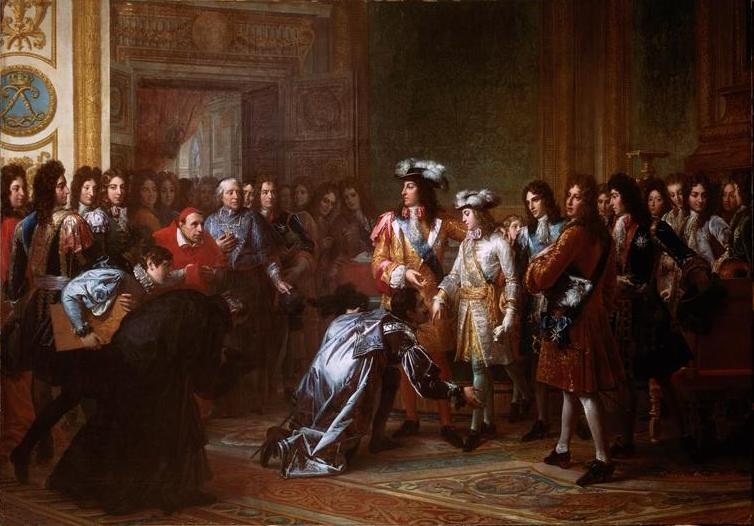
Filippo di Borgogna e d'Angiò riceve la delegazione spagnola presso la Reggia di Versailles il 16 novembre 1700.

Il 1º novembre 1700 moriva il re di Spagna Carlo II, che era prozio di Filippo in quanto fratello di sua nonna. Cinque giorni dopo, per disposizione testamentaria del defunto re, il diciassettenne duca d'Angiò veniva proclamato nuovo re di Spagna a condizione esplicita che rinunciasse per sempre ai suoi diritti e quelli dei suoi discendenti sulla corona francese.
Se egli avesse rifiutato, la corona spagnola sarebbe andata a suo fratello minore Carlo, duca di Berry o all'arciduca Carlo d'Austria.
Entrambi i pretendenti avevano diritti legali per il fatto che il nonno, re Luigi XIV di Francia, e il padre di Carlo d'Austria, cioè l'imperatore Leopoldo I d'Asburgo erano entrambi mariti delle sorelle di Carlo II di Spagna. Filippo aveva i maggiori diritti poiché sia la bisnonna che la nonna erano più anziane rispetto a quelle dell'arciduca Carlo d'Austria. Comunque il ramo austriaco rivendicava il fatto che la nonna di Filippo aveva rinunciato a suo tempo ai suoi diritti e quelli dei suoi discendenti sul trono spagnolo, in conseguenza del suo contratto di matrimonio. La parte francese controbatteva sulla invalidità di tale ultima disposizione poiché la dote di tale matrimonio non era mai stata pagata.

### Trono contestato e guerra di successione
Poiché Carlo II di Spagna non aveva avuto figli dalle due mogli, già molto tempo prima che egli scomparisse le grandi monarchie d'Europa avevano cominciato ad avanzare varie ipotesi di successione, ratificate in accordi segreti. Tutte le ipotesi formulate avevano come obiettivo principale lo smembramento della grande potenza economica e militare della Spagna: l'impero spagnolo, infatti, se fosse stato unito integralmente a uno qualunque dei troni delle grandi potenze europee, avrebbe fatto spostare certamente l'asse dell'equilibrio politico-militare, nonché quello economico, a favore di quest'ultimo.
In punto di diritto, l'eredità sarebbe toccata all'infanta di Spagna Maria Teresa, moglie di Luigi XIV di Francia, la quale aveva, però, rinunciato alla successione, prima di morire nel 1683. Luigi XIV non riteneva valida questa rinuncia e appoggiava, per questa ragione, le pretese del figlio, il Delfino di Francia Luigi, e dei figli di costui, Luigi e Filippo (quest'ultimo fu appunto la figura designata dal testamento di Carlo II). Ad avanzare pretese non del tutto illegittime sul trono di Spagna c'erano poi l'imperatore Leopoldo I, cognato di Carlo II e rappresentante del ramo austriaco degli Asburgo, e il principe elettore di Baviera.
Carlo II d'Asburgo, nel fare testamento, aveva adottato proprio l'unica soluzione rigettata unanimemente da tutti gli altri regnanti, seppur vincolata alla rigida, formale e sostanziale separazione delle relative corone: lasciare indivisa la propria eredità nelle mani di un solo soggetto, in questo influenzato dalla moglie Maria Anna del Palatinato-Neuburg e dai consigli degli inviati papali.

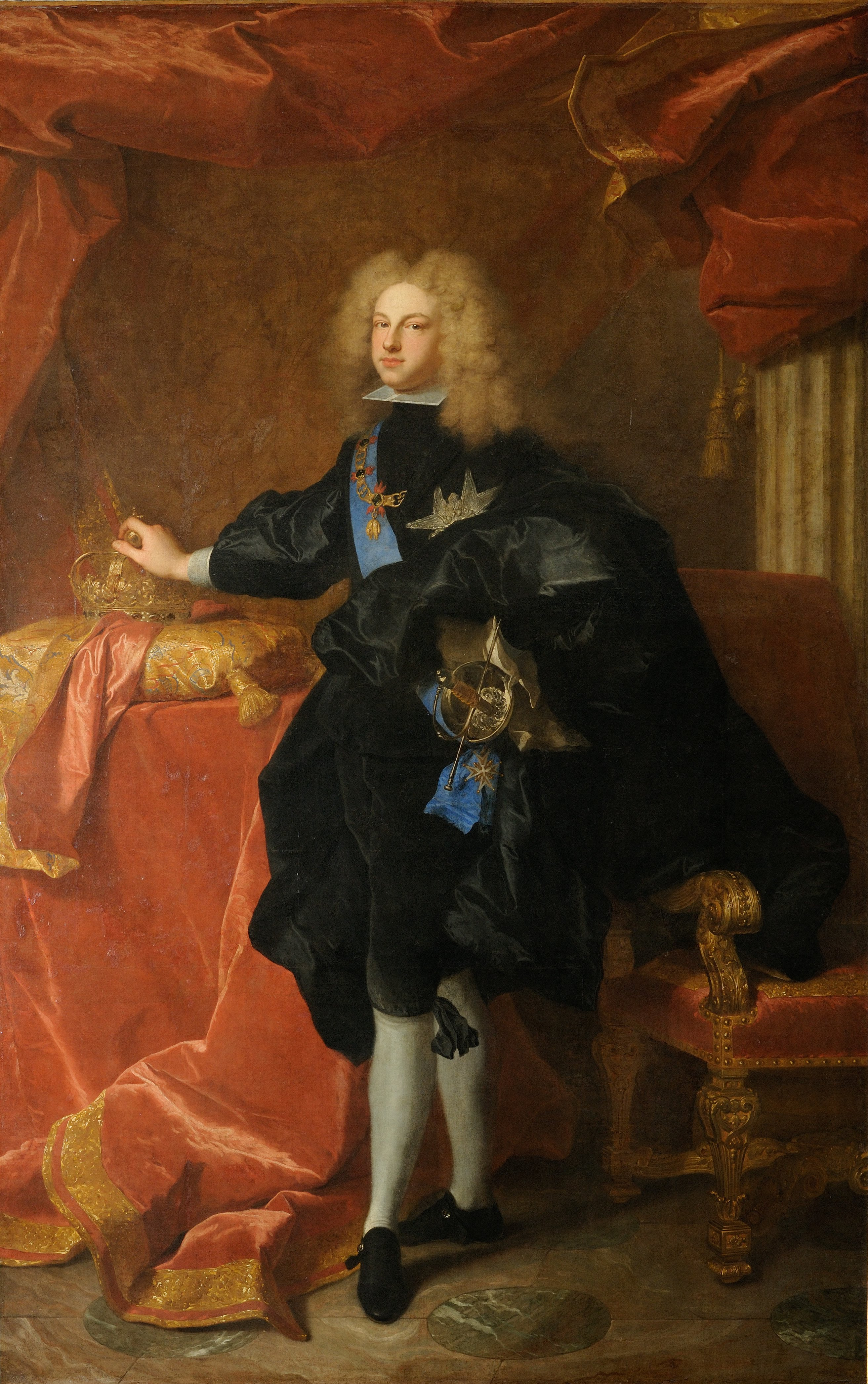
Filippo ritratto da Hyacinthe Rigaud nel 1701

Poiché il designato Filippo d'Angiò, sostenuto dal re di Francia, non avrebbe mai rinunciato ai benefici testamentari di cui era stato gratificato da Carlo II, si giunse al ricorso alle armi. La Guerra di successione spagnola, come fu chiamato il conflitto, iniziò con la grande alleanza dell'Aja del 7 settembre 1701, con la quale l'Inghilterra, i Paesi Bassi e l'Austria si impegnavano a impedire che le volontà testamentarie del defunto re di Spagna' trovassero definitiva attuazione: sarebbe stato infatti molto difficile fronteggiare un'unica sovranità borbonica da entrambe le parti dei Pirenei.

La guerra si sviluppò con alterne vicende fino al 1713, quando, dopo lunghe e laboriose trattative protrattesi per circa un anno, il 13 luglio fu firmato il trattato di pace di Utrecht tra la Francia, da una parte, e l'Inghilterra, il Portogallo, la Prussia, i Paesi Bassi e la Savoia, dall'altra.
La parola fine alla guerra di successione spagnola tuttavia fu posta solo quando anche l'Austria sottoscrisse il trattato di pace con la Francia: ciò avvenne il 6 marzo 1714 nella città di Rastadt.

### Regno

#### Politica interna
Anche se a Filippo V fu concesso infine di rimanere sul trono di Spagna, egli dovette cedere il possesso di Minorca e Gibilterra alla Gran Bretagna, e dei Paesi Bassi Meridionali, di Napoli, del ducato di Milano e della Sardegna, alla famiglia austriaca degli Asburgo. La Sicilia e una parte del milanese andò ai Savoia. 
L'egemonia spagnola, che già lungo tutto il '600 era calata a motivo della crescente rivalità olandese e inglese (soprattutto nell'ambito del commercio con le Americhe), subì in questa guerra un ulteriore indebolimento. Tuttavia, ripresasi dalla sconfitta nella guerra di successione spagnola, la Spagna di Filippo V, guidata dal governo del cardinale Giulio Alberoni, occupò la Sardegna e la Sicilia, scatenando così la guerra della Quadruplice Alleanza (1717) che vide Inghilterra, Francia, Austria e Paesi Bassi avversarie della Spagna e si concluse tre anni dopo con la sconfitta spagnola.
Prostrato per la sconfitta Filippo V abdicò in favore di Luigi di Spagna, suo primogenito, ma fu costretto a tornare sul trono pochi mesi dopo in seguito alla morte del figlio per vaiolo.
Successivamente Filippo si adoperò per aiutare la dinastia borbonica a riconquistare territori durante la guerra di successione polacca e la guerra di successione austriaca, con la riconquista di Napoli e della Sicilia dall'Austria, e di Orano dagli ottomani. Per questo si alleò all'Austria di Carlo VI, e alle due potenze si aggiunse poi anche la Russia. Ma ciò provocò una reazione che condusse alla alleanza fra Inghilterra, Francia, Paesi Bassi e Prussia. La situazione politica degenerò e sfociò nella guerra anglo-spagnola del 1727, durante la quale Filippo V tentò, senza risultato, di recuperare al regno di Spagna la rocca di Gibilterra. 
Verso il termine del suo regno, gli spagnoli difesero con successo i territori dei Caraibi dall'invasione britannica nella guerra di Jenkins Ear. 
Durante il suo regno la Spagna cominciò a risollevarsi dal ristagno in cui era caduta sotto gli ultimi Asburgo.

#### Riforme politiche e amministrative

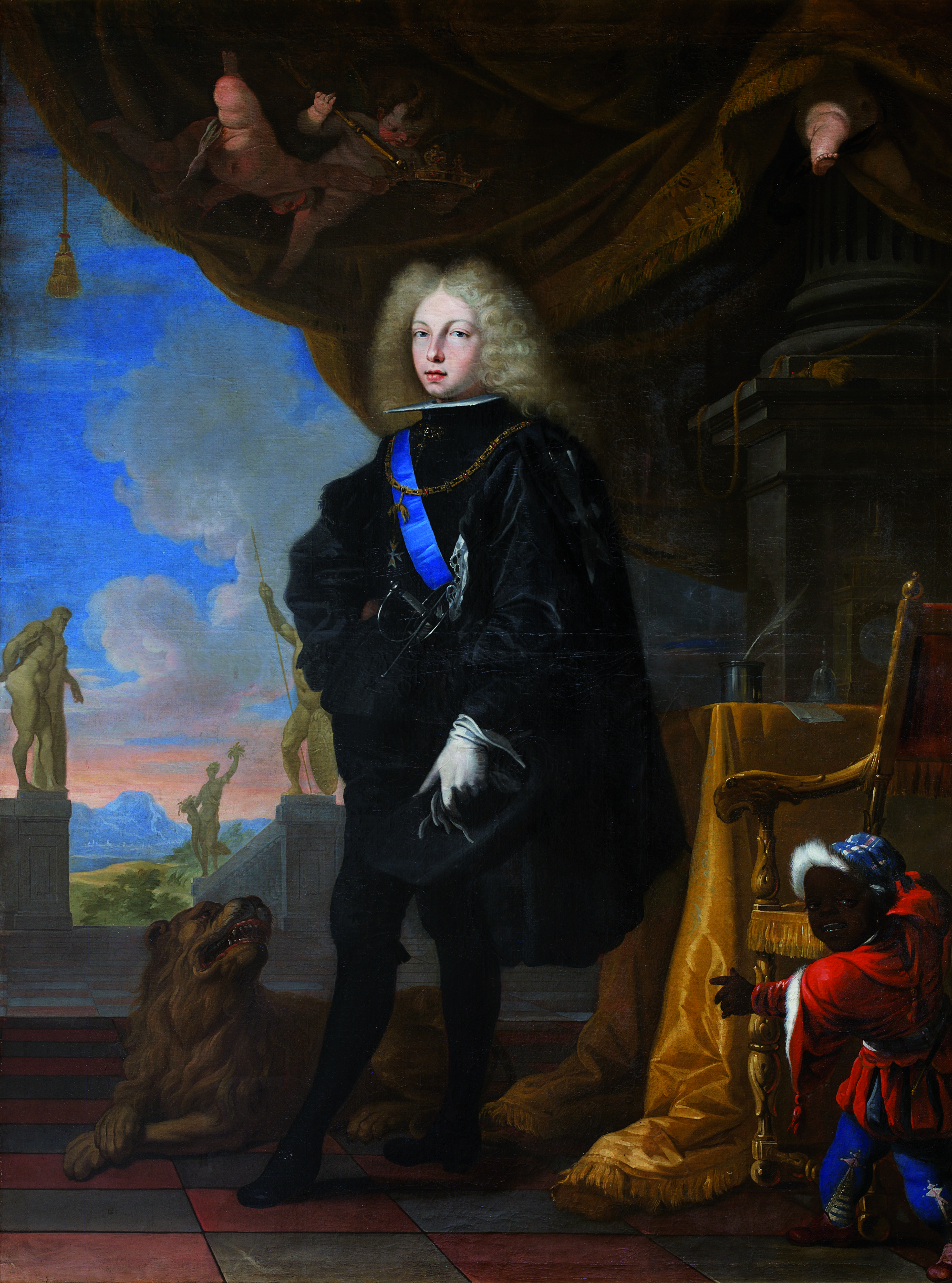
Ritratto del Re Filippo V di Spagna di Antonio Palomino, oggi all'Università di Salamanca

Il regno di Filippo V segnò la svolta rispetto al rapporto tra Madrid e il resto delle provincie spagnole.
Se infatti gli Asburgo in genere avevano rispettato le autonomie locali e le fonti giuridiche locali, i Fueros, Filippo V impose una politica fortemente centralistica.
Fulcro di tale politica furono i Decreti di Nueva Planta emanati nel 1707 ed emendati ancora nel 1716 che abolivano il Regno di Aragona e di Regno di Valencia, il Regno di Maiorca e la Contea di Barcellona, le fonti giuridiche locali e le assemblee consultive locali, le Cortes.
Al posto dei detti regni i decreti istituivano un pari numero di Provincie, governate da un Capitano generale e da un'udienza, responsabili verso il governo della gestione economica e amministrativa; furono, inoltre, istituiti i Comuni e la figura del Sindaco.
Anche il governo centrale fu riformato: furono soppressi il Supremo Consiglio della Corona d'Aragona, il Consiglio d'Italia e il Consiglio delle Fiandre, mentre nacquero i Dipartimenti di Stato, antesignani degli attuali ministeri, composti da funzionari nominati dalla corona e coordinati nella persona del Segretario di Stato.
Infine, nel 1713, furono cambiate le norme successorie attraverso l'introduzione della Legge salica per impedire che dinastie straniere attraverso un'ascendenza femminile potessero ottenere il Trono, sebbene Filippo V avesse ottenuto la corona proprio per via di una discendenza femminile dal ramo degli Asburgo di Spagna.

#### Gestione economica e finanziaria

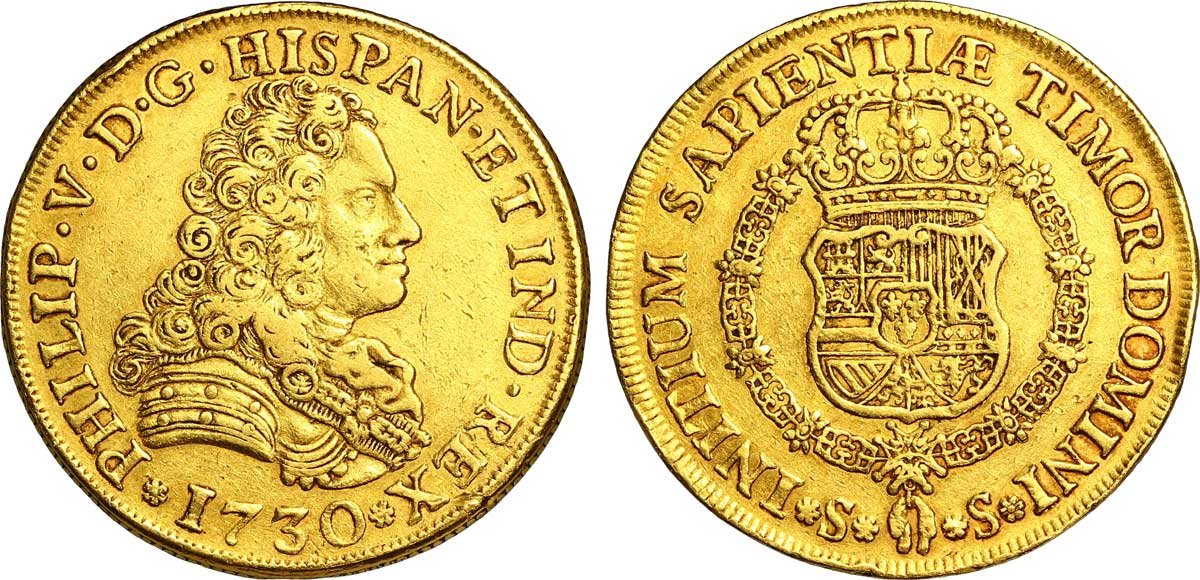
Uno scudo con l'effigie di Filippo V di Spagna

Filippo V aveva ereditato da Carlo II d'Asburgo una Spagna in forte ritardo economico; ritardo dovuto principalmente a un inefficiente sistema fiscale, alla maggiore debolezza del sistema commerciale e produttivo rispetto agli altri paesi europei e al contrabbando.
Per risolvere tali problemi Filippo V attuò una politica mercantilista proibendo l'esportazione di grano e di prodotti tessili, abolendo i dazi doganali interni, già ridotti da Carlo II, e istituendo un solido sistema doganale.
Lo stesso sistema fiscale fu riorganizzato seguendo il modello francese basato sulla figura dell'intendente: un funzionario dipendente e stipendiato dallo Stato affinché riscuotesse le tasse di un determinato distretto.
Si segnalò inoltre l'abolizione di alcuni privilegi fiscali dei ceti privilegiati e la diminuzione, attuata nel 1723, dell'imposta del Quinto del rey.
Numerose cure furono dedicate ai rapporti commerciali con l'impero d'oltremare, per quanto l'istituzione di società per azioni con lo scopo di finanziare i commerci con le Indie sul modello della Compagnia delle Indie Inglese e Olandese fu piuttosto fallimentare, così come fallì il tentativo di ridurre il contrabbando, incentivato dal Trattato di Utrecht, che concedeva all'Inghilterra il diritto del vascello di permesso e il monopolio dell'Asiento.

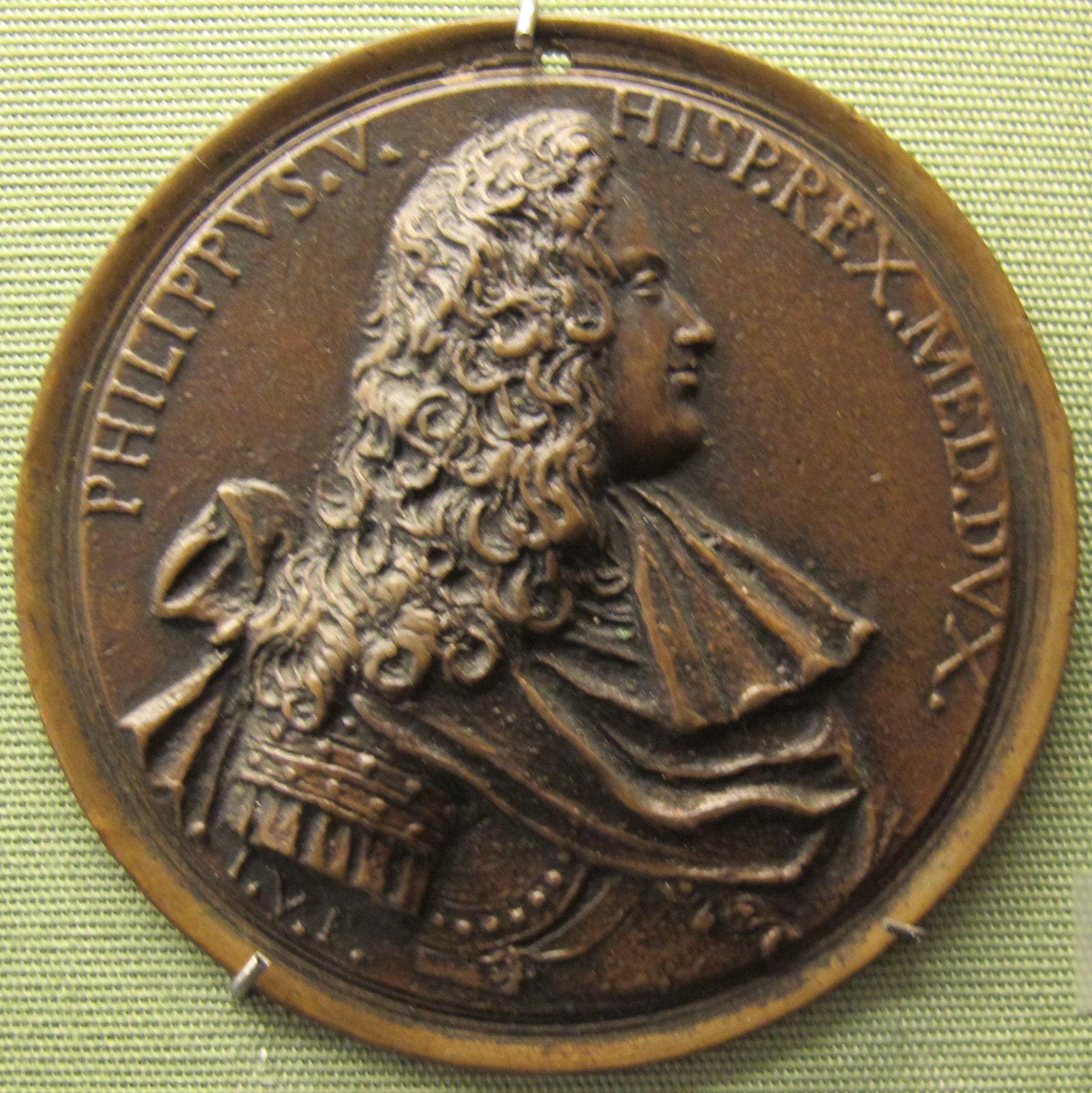
Moneta celebrativa settecentesca raffigurante Filippo V di Giovanni Vismara

Filippo V favorì e promosse il commercio atlantico della Spagna con i possedimenti americani. In questo ambito sorsero importanti figure della storia navale spagnola, tra cui spiccava il corsaro Amaro Pargo. Filippo V beneficiò spesso il corsaro nelle sue incursioni commerciali e corsare: concesse un ordine reale dato al Palazzo Reale di El Pardo a Madrid nel settembre del 1714, in cui lo nominava capitano di una nave commerciale diretta a Caracas. Intercesse inoltre nella liberazione di Amaro durante la sua detenzione dalla Casa de Contratación di Cadice e lo autorizzò a costruire una nave diretta a Campeche, armata come una nave corsara.

#### Riforme dell'istruzione

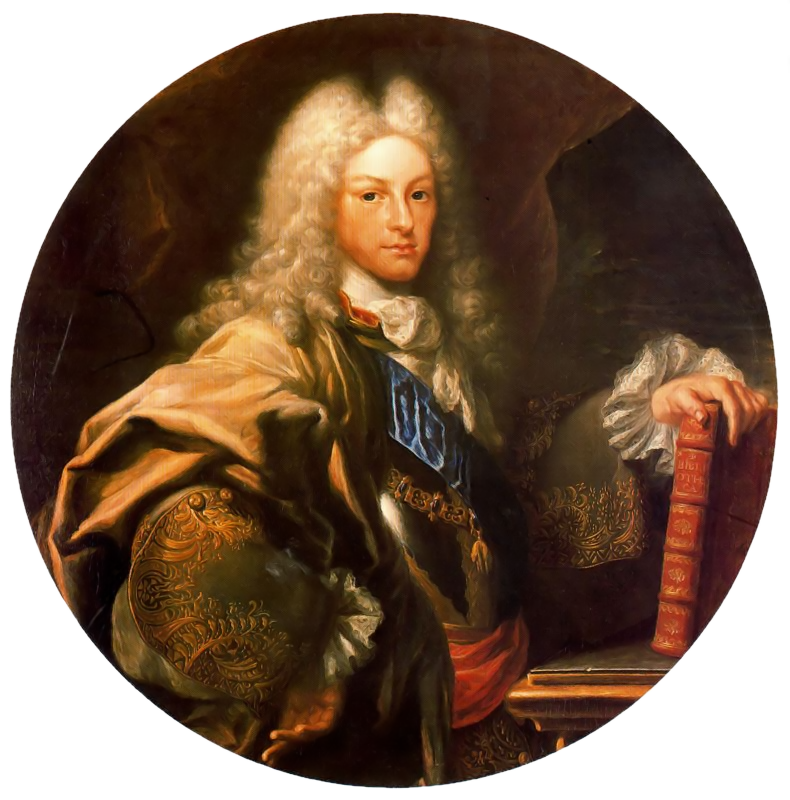
Filippo ritratto con un libro in mano da Miguel Jacinto Meléndez

Durante il suo regno Filippo V cercò di ridurre l'influenza del clero sulla società spagnola attraverso un maggior controllo dello Stato sul sistema scolastico ma tale politica restò in gran parte inefficace.
Infatti, data la mancanza di insegnanti competenti, l'istruzione rimase nelle mani degli ordini religiosi specialmente in quelle dei Gesuiti e dei Domenicani anche se nacquero istituti come il "Collegio delle miniere" per formare i tecnici minerari attraverso anche l'uso di borse di studio mentre in tutte le università furono aumentate le cattedre delle materie scientifiche.
Il 22 dicembre 1721, inoltre, creò con una lettera reale l'Università Centrale del Venezuela, la più antica del Venezuela, e nel 1738 a Santiago del Cile la Real Universidad de San Felipe .

#### Riforme militari

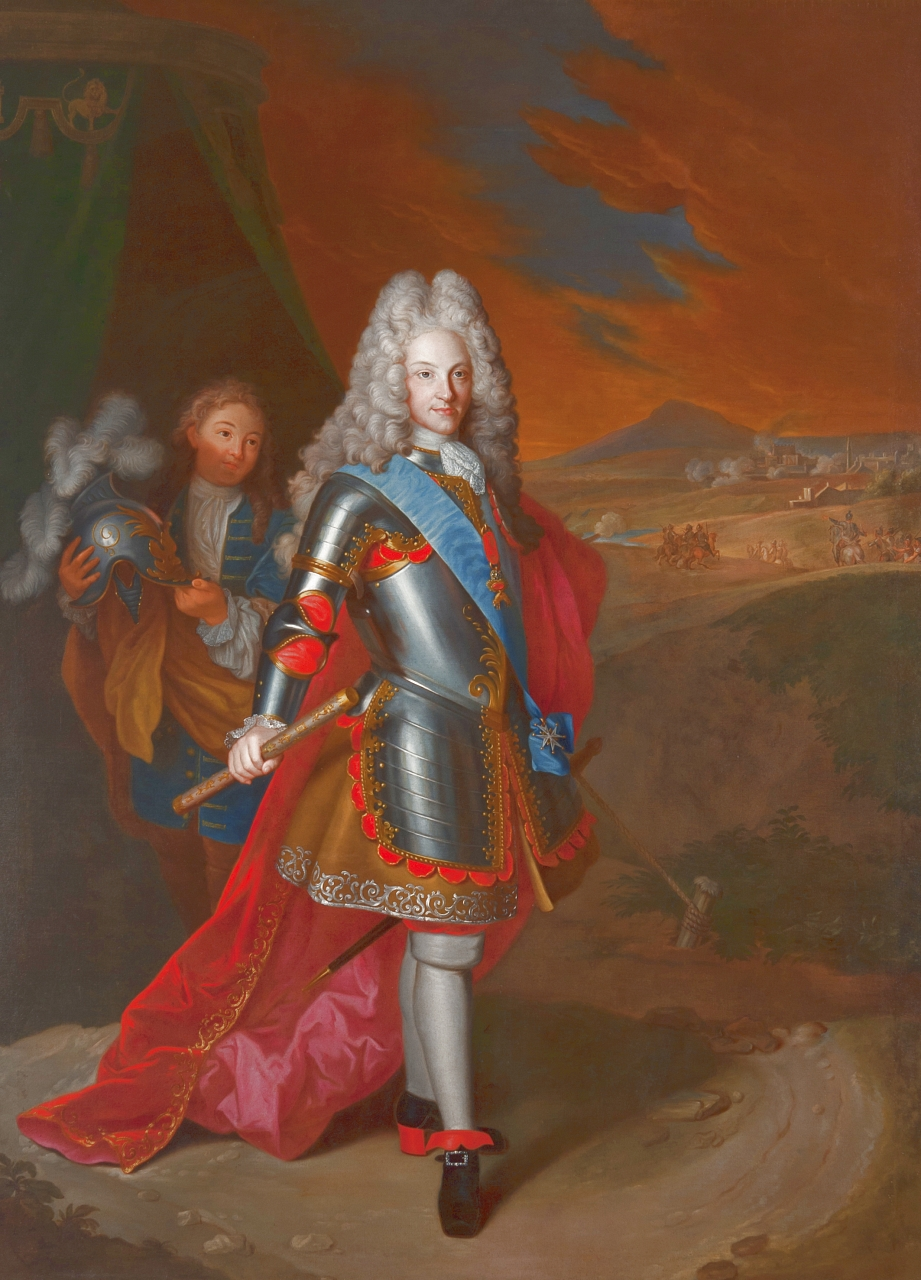
Filippo V di Spagna in abito da guerriero di Giovanni Maria delle Piane

Altro campo di intervento del re fu l'esercito che, al momento dell'ascesa al trono, versava in condizioni disastrose sia per numero di effettivi sia per l'arretratezza del modello del Tercio.
Date le esigenze della guerra la prima preoccupazione del re fu l'aumento degli effettivi che si attuò ricorrendo all'arruolamento di truppe mercenarie straniere e alla coscrizione di 1 uomo ogni 15.
Nel 1704 il Tercio fu definitivamente sostituito dallo schieramento francese basato su brigate, battaglioni e reggimenti; fu introdotta un'unica uniforme, standardizzato l'armamento con l'adozione del fucile con baionetta e istituito un corpo di artiglieria separato dalle truppe di linea.
Infine venne curato l'addestramento degli ufficiali con l'istituzione di diverse scuole e accademie militari tra cui quella di Toledo tuttora esistente.
Anche la Marina militare spagnola ricevette numerose cure grazie all'opera del ministro Ensenada: furono istituiti i cantieri navali di Cadice e di El Ferrol e adottato l'uso di moderne navi di linea e di fregate.

### Giulio Alberoni

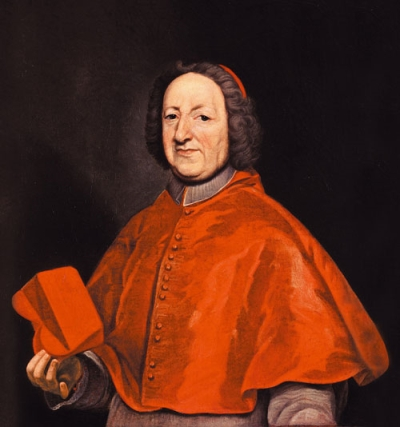
Ritratto del cardinale Giulio Alberoni

Principale esponente della politica estera spagnola tra il 1714 e il 1720 fu il segretario di Stato Giulio Alberoni, il quale, nativo del Ducato di Parma e Piacenza, dopo aver intrapreso una fortunata carriera nel clero, era divenuto, negoziando per conto del Duca, dapprima il fiduciario del generale francese Luigi Giuseppe di Borbone-Vendôme, poi del Re, del quale, con l'aiuto di Marie Anne de La Trémoille, Camarera Mayor della defunta regina Maria Luisa di Savoia, prima moglie di Filippo V, aveva combinato il matrimonio con Elisabetta Farnese (24 dicembre 1714).
L'influenza di Alberoni sulla Regina e sul Re fu tale da divenire nei fatti il vero dominus della politica spagnola del tempo, che era basata su un punto: la riconquista dei territori perduti in Italia a seguito dei trattati di Utrecht e Rastatt per creare stati satelliti alla Spagna e quindi riottenere il controllo del Mediterraneo.
Nel 1717, approfittando del fatto che l'Austria era impegnata nella guerra contro i Turchi in Ungheria, Alberoni spedì una squadra navale spagnola in Sardegna, allora possedimento austriaco, e senza colpo ferire vi fece sbarcare un corpo di spedizione che conquistò l'isola.
Impossibilitata a reagire, l'Austria chiese aiuto alla Gran Bretagna, alla Francia e ai Paesi Bassi, ma queste potenze, preoccupate per via dell'espansione austriaca durante la Guerra di Successione e della vittoria di Eugenio di Savoia nella Battaglia di Petervaradino, non intervennero ma posero una proposta di compromesso a tutto vantaggio della Spagna che avrebbe riottenuto Napoli e la Sicilia, mentre la Sardegna avrebbe compensato i Piemontesi, ed oltre a ciò il principe Carlo sarebbe stato qualificato come erede dei Farnese e dei Medici.
Alberoni, convinto della propria superiorità, rifiutò l'accordo e l'anno successivo invase la Sicilia senza che le forze piemontesi riuscissero a contrastarlo. A tale punto Francia, Gran Bretagna, Austria e Paesi Bassi costituirono la Quadruplice Alleanza e dichiararono guerra alla Spagna.
La marina militare spagnola fu sconfitta a Capo Passero e la Francia mobilitò un esercito sui Pirenei; Elisabetta Farnese e Filippo V allora, timorosi di subire ulteriori perdite territoriali, accettarono un accordo di compromesso che, previo l'obbligo di licenziare Alberoni, riconosceva al principe Carlo la qualifica di erede del Granducato di Toscana e del Ducato di Parma, ma la Spagna avrebbe dovuto riconsegnare ai piemontesi la Sardegna e agli austriaci la Sicilia.

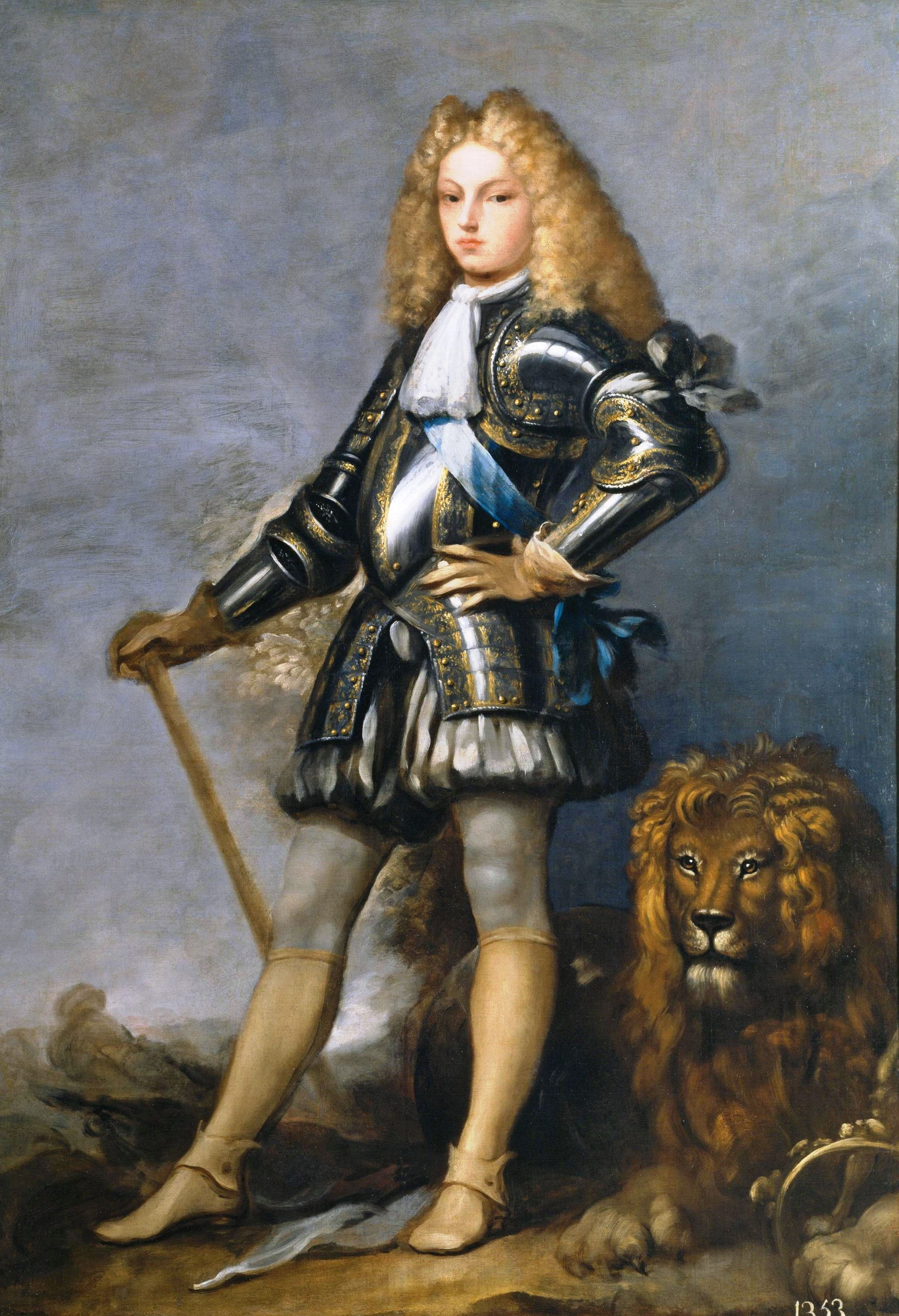
Ritratto di Filippo, re di Spagna, oggi al Museo del Prado

La sconfitta fu un grave colpo per il Re, che piombò in una forte crisi depressiva e, conscio di non potere governare in una condizione così compromessa , abdicò il 10 gennaio del 1724 in favore del figlio Luigi I che, tuttavia, regnò per soli sette mesi, prima di morire di vaiolo.
A quel punto, pressato dalla moglie e dal fatto che il figlio secondogenito non era ancora adulto, Filippo decise di ritornare sul trono.

### Politica estera

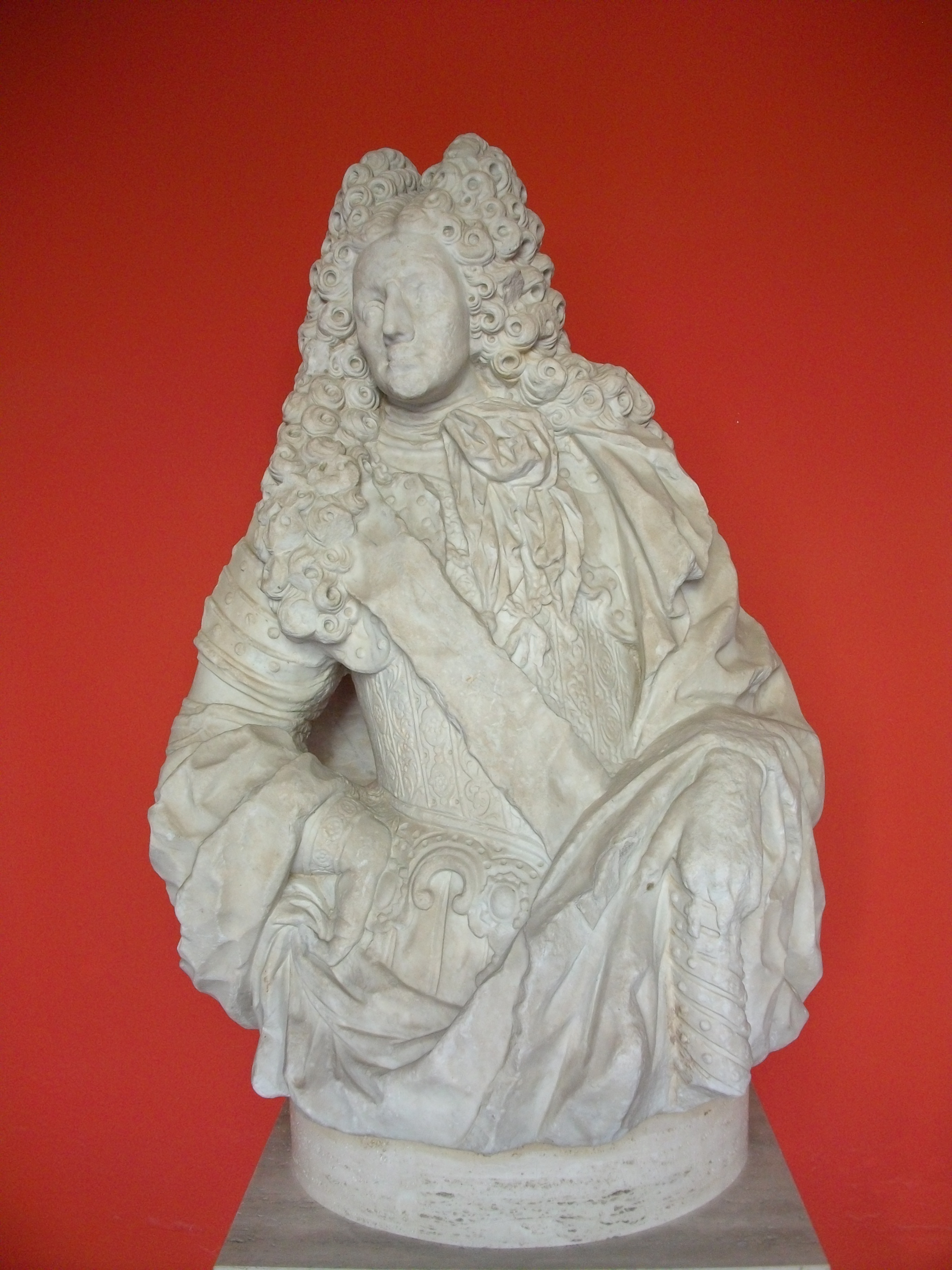
Busto di Filippo collocato nel Museo di belle arti di Valencia

Dopo aver ripreso il potere, Filippo V firmò, nel 1725, un trattato di pace con Carlo VI d'Austria in modo da chiudere le pendenze rimaste con l'Austria e concentrarsi sul conflitto latente con la Gran Bretagna; conflitto divenuto poi reale con la Guerra anglo-spagnola (1727-1729).
Tale rivalità derivava ovviamente dalla volontà spagnola di stroncare il contrabbando inglese e le concessioni fatte a seguito di Utrecht ma il conflitto fu inconcludente e confermò lo status quo ante sancito dalla convenzione di El Pardo (1728).
A causa, tuttavia, del mancato aiuto da parte austriaca la sola conseguenza di questo breve conflitto fu il riavvicinamento della Spagna alla Francia il cui grande artefice fu José Patiño Rosales mentre per converso l'Inghilterra rinnovava gli accordi con l'Austria.
In questo nuovo corso fu firmato il primo Patto di famiglia tra i Borbone spagnoli e francesi, vera e propria alleanza difensiva e offensiva che fu sperimentata nel contesto della Guerra di successione polacca.
L'intervento nella Guerra di successione polacca prima e nella Guerra di successione austriaca poi, era dovuto all'obbiettivo perseguito con particolare vigore da Elisabetta Farnese ovvero porre i propri figli su troni in Italia mantenendoli al contempo legati al regno di Spagna.

### Trattati

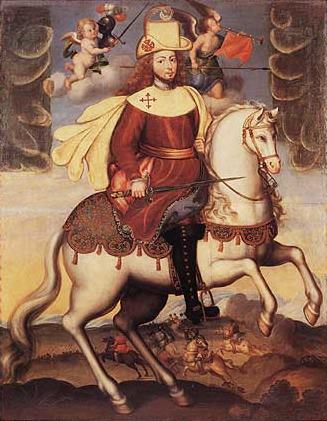
Ritratto di Filippo V di Spagna con le vesti dell'ordine di Santiago

- Il trattato di Vienna del 1725 fu firmato da Carlo VI d'Asburgo e Filippo V di Spagna. Secondo i termini del contratto Carlo VI avrebbe rinunciato alle sue pretese sul trono spagnolo mentre Filippo V, viceversa, avrebbe rinunciato alle rivendicazioni sui Paesi Bassi Austriaci e sui domini Italiani.
- Il trattato di San Ildefonso fu firmato il 10 luglio del 1742 da Filippo V di Spagna e Cristiano VI di Danimarca al fine di regolare e di incrementare i rapporti commerciali tra i due paesi. Fu stipulato da parte spagnola da José del Campillo e Cossio e da Frederick Louis, Barone Dehn per conto del re danese; fu annullato nel 1753.
- Il trattato di Aranjuez del 1745 era un'alleanza militare concordata tra i regni di Spagna, Francia e Napoli con la Repubblica di Genova, per sostenere quest'ultima contro gli attacchi del Regno di Sardegna e dell'Austria, nel quadro della guerra di successione austriaca.

Alla stesura del trattato, concluso ad Aranjuez il 1º maggio del 1745, parteciparono: Sebastián de la Cuadra a nome di Filippo V di Spagna, Luis Baureal Guerapin Guido, a nome del re Luigi XV di Francia, Reggio e Stefano Gravina, per conto di Carlo VII di Napoli e Girolamo Grimaldi su incarico della Repubblica di Genova.

### Patti di famiglia
I Patti di famiglia furono una serie di accordi di cooperazione stipulati in momenti diversi del XVIII secolo tra le monarchie di Spagna e Francia. Devono il loro nome al rapporto di parentela tra i Re firmatari, tutti quanti appartenenti alla dinastia borbonica.
Tali alleanze videro nuovamente il ritorno della Spagna, come alleata della Francia, nelle guerre europee del tempo:
- Primo Patto: firmato a 1734, portò la Spagna a schierarsi al fianco della Francia e del Regno di Sardegna nella Guerra di successione polacca. Con il Trattato di Vienna (1738) Carlo VI d'Asburgo, cedette il Regno di Napoli ed il Regno di Sicilia a Carlo di Borbone.
- Secondo Patto: la Spagna entrò nella guerra di successione austriaca nel 1743 al cui termine, nel 1748, tramite il Trattato di Aquisgrana (1748), il principe Filippo I di Parma ottenne il Ducato di Parma e Piacenza.

### Morte

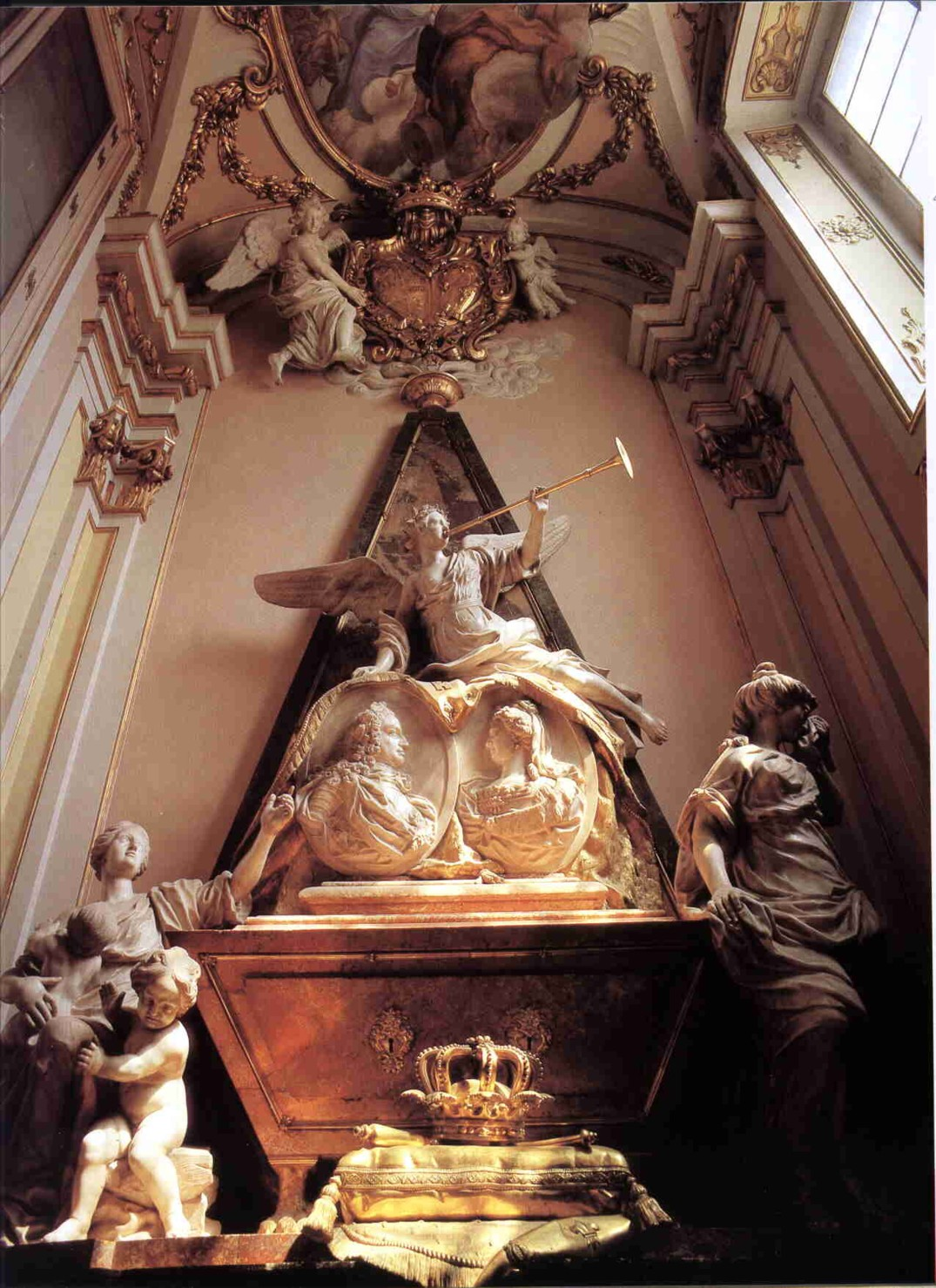
Cenotafio di Filippo V e della sua seconda moglie Elisabetta Farnese (Real Collegiata della Granja)

La notte del 9 luglio 1746 Filippo V morì stroncato da un ictus, e gli succedette il figlio di primo letto Ferdinando VI. Per suo espresso desiderio, il Re non fu sepolto nella cripta del Monastero dell'Escorial, come costume per i re della Casa d'Asburgo, e dei successori dello stesso Filippo (salvo Ferdinando VI di Spagna), ma preferì una piccola chiesa sita nel Palazzo Reale di La Granja di San Ildefonso, a pochi chilometri da Segovia: il luogo dove Filippo V preferì governare effettivamente l'impero.

## Matrimoni e discendenza

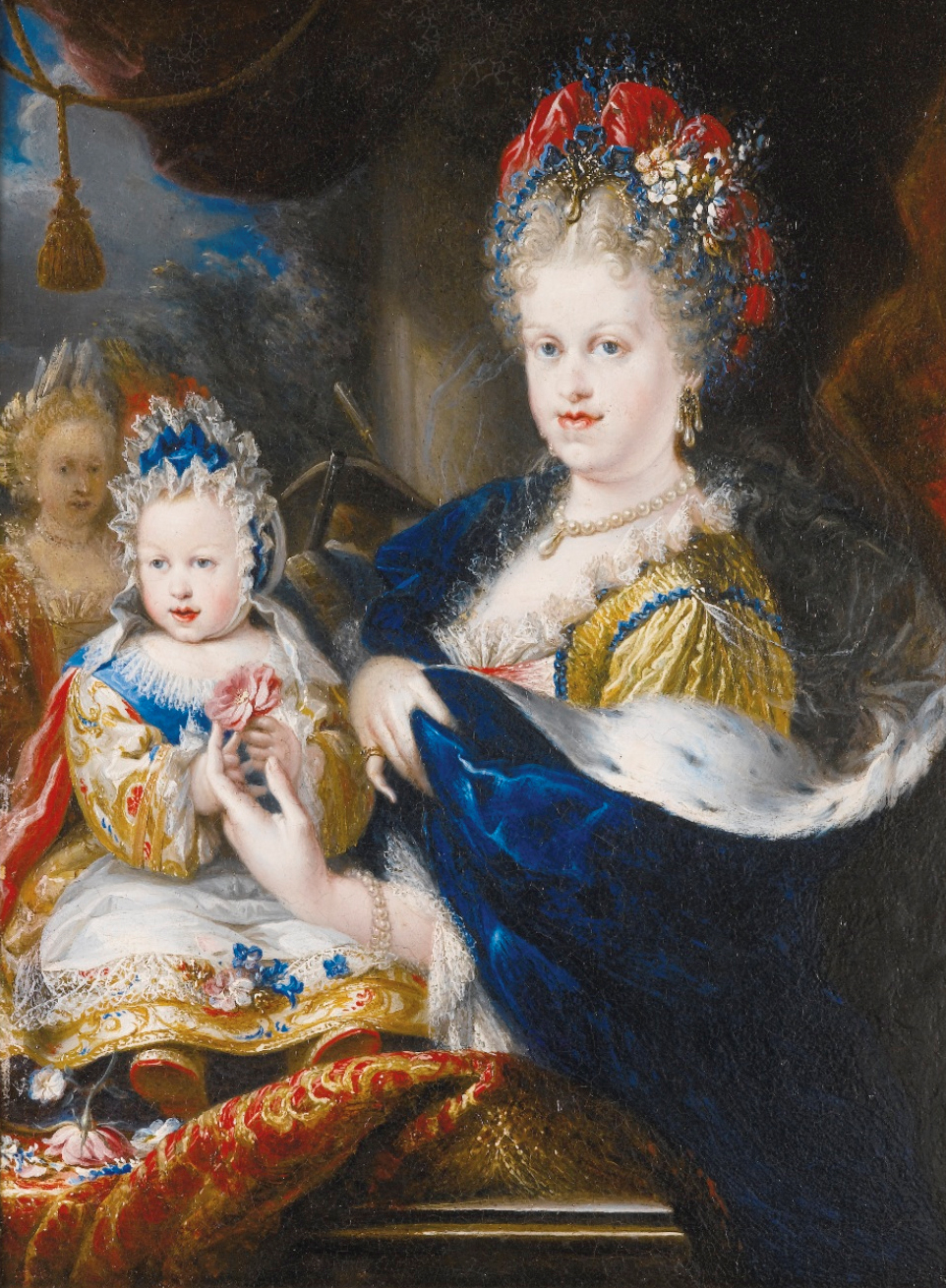
La regina Maria Luisa di Savoia, prima moglie di Filippo, con il figlio Luigi, principe delle Asturie, ritratti da Miguel Jacinto Meléndez

Il 2 novembre 1701 sposò Maria Luisa di Savoia, dalla quale ebbe quattro figli, e due di essi sopravvissero all'infanzia, diventando entrambi re di Spagna, ma nessuno di loro ebbe figli:
- Luigi I (25 agosto 1707 – 31 agosto 1724), re di Spagna per 7 mesi dall'abdicazione del padre alla sua morte per vaiolo;
- Filippo (2 luglio 1709 – 18 luglio 1709);
- Filippo (7 giugno 1712 – 29 dicembre 1719);
- Ferdinando VI (23 settembre 1713 – 10 agosto 1759), re di Spagna dopo il fratello.

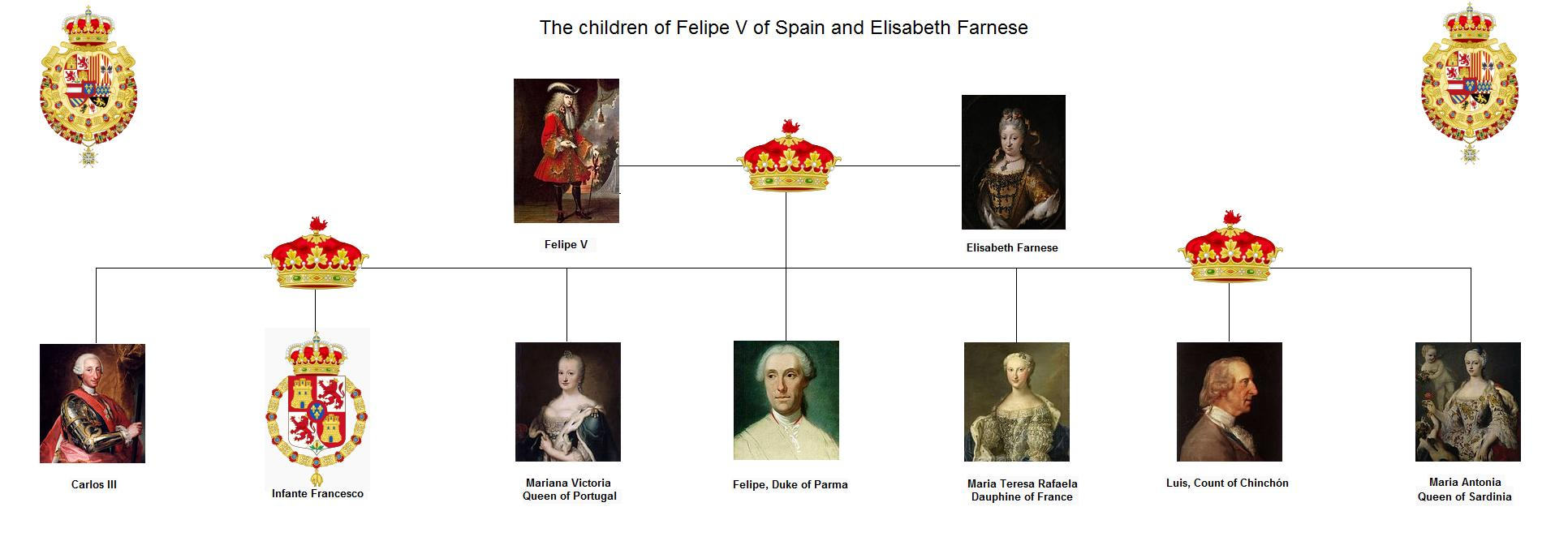
Discendenza di Filippo V ed Elisabetta Farnese

Sposò in seconde nozze, il 24 dicembre 1714, Elisabetta Farnese, dalla quale ebbe sette figli:
- Carlo III (20 gennaio 1716 – 14 dicembre 1788), duca di Parma, poi re di Napoli e infine re di Spagna, sposò Maria Amalia di Sassonia.
- Francesco (21 marzo 1717 - 21 aprile 1717), morto a un mese.
- Marianna Vittoria (31 marzo 1718 - 15 gennaio 1781), regina consorte di Giuseppe I di Portogallo.
- Filippo I di Parma (20 marzo 1720 - 18 luglio 1765), Duca di Parma e Piacenza, sposò la cugina di secondo grado Luisa Elisabetta di Borbone-Francia.
- Maria Teresa Raffaella (11 giugno 1726 – 22 luglio 1746), prima moglie del cugino di secondo grado Luigi Ferdinando di Borbone-Francia, figlio di Luigi XV, morì di parto a 20 anni dopo aver dato alla luce a una figlia che non arrivò ai due anni d'età.
- Luigi Antonio (25 luglio 1727 - 7 agosto 1785), noto come il "Cardinale Infante". Fu Arcivescovo di Toledo, Primate di Spagna e cardinale dal 1735 al 1754, quando rinunciò ai titoli ecclesiastici diventando conte di Chinchón. Nel 1776, contrasse matrimonio morganatico con Doña María Teresa de Vallabriga y Rozas. I loro figli non ebbero titoli nobiliari.
- Maria Antonia Ferdinanda (17 novembre 1729 - 19 settembre 1785). Moglie di Vittorio Amedeo III di Savoia.

## Ascendenza
|                                |                                     |                                   | Genitori                   |  |  | Nonni |  |  | Bisnonni              |  |  | Trisnonni            |  |
|                                |                                     |                                   |                            |  |  |       |  |  | Luigi XIII di Francia |  |  | Enrico IV di Francia |  |
|                                |                                     |                                   |                            |  |  |       |  |  | Luigi XIII di Francia |  |  | Enrico IV di Francia |  |
|                                |                                     | Maria de' Medici                  |                            |  |  |       |  |  | Luigi XIII di Francia |  |  |                      |  |
| Luigi XIV di Francia           |                                     |                                   |                            |  |  |       |  |  | Luigi XIII di Francia |  |  |                      |  |
|                                |                                     | Anna d'Asburgo                    | Filippo III di Spagna      |  |  |       |  |  |                       |  |  |                      |  |
|                                |                                     | Anna d'Asburgo                    | Filippo III di Spagna      |  |  |       |  |  |                       |  |  |                      |  |
|                                |                                     | Anna d'Asburgo                    | Margherita d'Austria       |  |  |       |  |  |                       |  |  |                      |  |
| Luigi, il Gran Delfino         |                                     | Anna d'Asburgo                    |                            |  |  |       |  |  |                       |  |  |                      |  |
|                                |                                     | Filippo IV di Spagna              | Filippo III di Spagna      |  |  |       |  |  |                       |  |  |                      |  |
|                                |                                     | Filippo IV di Spagna              | Filippo III di Spagna      |  |  |       |  |  |                       |  |  |                      |  |
|                                |                                     | Filippo IV di Spagna              | Margherita d'Austria       |  |  |       |  |  |                       |  |  |                      |  |
| Maria Teresa d'Austria         |                                     | Filippo IV di Spagna              |                            |  |  |       |  |  |                       |  |  |                      |  |
|                                |                                     | Elisabetta di Borbone-Francia     | Enrico IV di Francia       |  |  |       |  |  |                       |  |  |                      |  |
|                                |                                     | Elisabetta di Borbone-Francia     | Enrico IV di Francia       |  |  |       |  |  |                       |  |  |                      |  |
|                                |                                     | Elisabetta di Borbone-Francia     | Maria de' Medici           |  |  |       |  |  |                       |  |  |                      |  |
| Filippo V di Spagna            |                                     | Elisabetta di Borbone-Francia     |                            |  |  |       |  |  |                       |  |  |                      |  |
|                                | Massimiliano I, elettore di Baviera | Guglielmo V di Baviera            |                            |  |  |       |  |  |                       |  |  |                      |  |
|                                | Massimiliano I, elettore di Baviera | Guglielmo V di Baviera            |                            |  |  |       |  |  |                       |  |  |                      |  |
|                                | Massimiliano I, elettore di Baviera | Renata di Lorena                  |                            |  |  |       |  |  |                       |  |  |                      |  |
| Ferdinando Maria di Baviera    | Massimiliano I, elettore di Baviera |                                   |                            |  |  |       |  |  |                       |  |  |                      |  |
|                                |                                     | Maria Anna d'Austria              | Ferdinando II d'Asburgo    |  |  |       |  |  |                       |  |  |                      |  |
|                                |                                     | Maria Anna d'Austria              | Ferdinando II d'Asburgo    |  |  |       |  |  |                       |  |  |                      |  |
|                                |                                     | Maria Anna d'Austria              | Maria Anna di Baviera      |  |  |       |  |  |                       |  |  |                      |  |
| Maria Anna Vittoria di Baviera |                                     | Maria Anna d'Austria              |                            |  |  |       |  |  |                       |  |  |                      |  |
|                                |                                     | Vittorio Amedeo I di Savoia       | Carlo Emanuele I di Savoia |  |  |       |  |  |                       |  |  |                      |  |
|                                |                                     | Vittorio Amedeo I di Savoia       | Carlo Emanuele I di Savoia |  |  |       |  |  |                       |  |  |                      |  |
|                                |                                     | Vittorio Amedeo I di Savoia       | Caterina Michela d'Austria |  |  |       |  |  |                       |  |  |                      |  |
| Enrichetta Adelaide di Savoia  |                                     | Vittorio Amedeo I di Savoia       |                            |  |  |       |  |  |                       |  |  |                      |  |
|                                |                                     | Maria Cristina di Borbone-Francia | Enrico IV di Francia       |  |  |       |  |  |                       |  |  |                      |  |
|                                |                                     | Maria Cristina di Borbone-Francia | Enrico IV di Francia       |  |  |       |  |  |                       |  |  |                      |  |
|                                |                                     | Maria Cristina di Borbone-Francia | Maria de' Medici           |  |  |       |  |  |                       |  |  |                      |  |
|                                |                                     | Maria Cristina di Borbone-Francia |                            |  |  |       |  |  |                       |  |  |                      |  |

## Onorificenze e stemma

### Stemmi di Filippo V di Spagna
|                                                                |                                     |                                      |
| Medio stemma da Re di Spagna                                   | Grande stemma da Re di Spagna       | Grande stemma da Re di Spagna        |
|                                                                |                                     |                                      |
| Stemma da Re di Napoli (1700–1713)                             | Stemma da Re di Sicilia (1700–1713) | Stemma da Duca di Milano (1700–1706) |
|                                                                |                                     |                                      |
| Piccolo stemma da Re di Spagna Variante con le armi di Granada | Piccolo stemma da Re di Galizia     | Grande stemma da Re di Navarra       |